# Телемеханика (завод)
Telemexanika zavodu (Завод Телемеханика) — завод Министерства оборонной промышленности Азербайджана, основанный в 1981 году под названием «Завод Приборов».

## История
- Основан в 1981 году под названием «Завод Приборов».
- В 1985 году рядом с заводом «Приборов» был создан завод «Промышленной автоматики и телемеханики».
- В 1989 году эти предприятия были объединены под названием «Завод промышленной автоматики и телемеханики».
- В 1991 году на его базе создано ПО «Телемеханика».
- С 1993 года ПО «Телемеханика» перешло в подчинение Государственного Комитета Специального Машиностроения и Конверсии Азербайджана

26 июня 2016 года два человека погибли и 19 получили ранения в результате взрыва на площадке утилизации завода. Авария произошла в результате короткого замыкания.

## Продукция
- C 2008 года заводом выпускается крупнокалиберная снайперская винтовка IST Истиглал калибром 14,5 мм. Также планируется выпускать снайперскую винтовку калибром 12,7 мм, 20 мм.